# Porto Novo (São Gonçalo)
Porto Novo é um bairro do município de São Gonçalo, no Estado do Rio de Janeiro. Fica localizado no 4º Distrito desse município, e faz limites com os seguintes bairros: Gradim, Paraíso, Patronato, Mangueira, Parada 40, Camarão, Porto da Pedra e Boa Vista. É um bairro majoritariamente residencial, mas possui um comércio relativamente consolidado, que atende à população local e a de bairros adjacentes. De acordo com o Censo de 2010, o bairro conta com  uma população de 16.000 habitantes.                                                                                                                                                     

## Origem do bairro
Assim como o bairro vizinho Patronato, Porto Novo originou-se a partir do desmembramento da Fazenda Jacaré, do Barão de São Gonçalo.

## Relevo e características
Em termos de relevo, o município se encontra em um terreno plano ao nível do mar, com a interferência de duas colinas, Morro do Cruzeiro e Morro da Igrejinha, que não passam de 40 metros de altitude. Antes da urbanização consolidada do bairro, seu terreno era úmido e sua área perto do mar era completamente alagada, dispondo de um rico manguezal que se estendia até aproximadamente o Morro do Cruzeiro. 